# Angela Schanelec
Angela Schanelec est une réalisatrice, scénariste et actrice allemande née le  14 février 1962 à Aalen. Elle fait partie de l'école de Berlin. En 2019, son film I Was at Home, but (J'étais à la maison, mais...) remporte l'Ours d'argent de la meilleure réalisation à la Berlinale.

## Biographie
Angela Schanelec est née à Aalen, Bade-Wurtemberg. Elle est actrice pendant sept ans avant de devenir réalisatrice.
Angela Schanelec suit une formation de comédienne à Francfort avant de rejoindre le Théâtre Thalia de Hambourg puis la Schaubühne de Berlin.
À l'Académie du film et de la télévision de Berlin, elle étudie avec Harun Farocki et Hartmut Bitomsky. Elle fait partie avec Christian Petzold et Thomas Arslan, de l'école de Berlin, nouvelle vague du cinéma allemand.
Une image tirée du film Nachmittag d'Angela Schanelec figure sur la couverture de l'ouvrage académique Cinemas of Therapeutic Activism: Depression and the Politics of Existence (Amsterdam University Press, 2020).

## Filmographie
- 1984 : Die Familie oder Schroffenstein, de Hans Neuenfels
- 1994 : Ich bin den Sommer über in Berlin geblieben (moyen-métrage)
- 1995 : Das Glück meiner Schwester
- 1998 : Des places dans les villes (en) (Plätze in Städten)
- 2001 : Mein langsames Leben (de)
- 2004 : Marseille
- 2007 : Nachmittag
- 2009 : Fragments d'Allemagne (Deutschland 09)
- 2010 : Orly
- 2014 : Les Ponts de Sarajevo
- 2016 : Der traumhafte Weg
- 2019 : J'étais à la maison, mais... (Ich war zuhause, aber)
- 2023 : Music

## Distinctions

### Récompenses
- Marseille : Prix de l'association des critiques allemands de cinéma 2004 : Meilleur scénario
- Das Glück meiner Schwester : Prix de l'association des critiques allemands de cinéma 1995 : Meilleur film
- Berlinale 2019 : Ours d'argent du meilleur réalisateur pour I Was at Home, but[5].
- Festival international du film de Mar del Plata 2019 : Astor du meilleur réalisateur pour I Was at Home, but (Ich war zuhause, aber)[6]
- Berlinale 2023 : Ours d'argent du meilleur scénario pour Music

### Sélections
- Ich bin den Sommer über in Berlin geblieben : Festival du film de Berlin 1994 : Section Nouveau Cinéma Allemand
- Das Glück meiner Schwester : Festival du film de Berlin 1996 : Section Nouveau Cinéma Allemand
- Plätze in Städten : Festival de Cannes 1998 : Section Un Certain Regard ; Festival du film de Berlin 1999 : Section Nouveau Cinéma Allemand
- Mein langsames Leben : Festival du film de Berlin 2001 : Forum
- Marseille : Festival de Cannes 2004 : Un Certain Regard ; BAFICI (Buenos Aires) 2005 : en compétition
- Nachmittag : Festival du film de Berlin 2007 : Forum
- Orly : Festival du film de Berlin 2010 : Section Forum ; Festival international de films de femmes de Créteil 2010 : film en compétition